# Marc Schürmann
Marc Schürmann (* 1976 in Herdecke) ist ein deutscher Journalist und Buchautor.

## Werdegang
Schürmann ist der Sohn eines Handwerkers und hat einen Bruder. Er begann seine journalistische Laufbahn als Jugendlicher, als er neben der Schule als Reporter und Moderator für Radio Hagen arbeitete. Danach besuchte er die Deutsche Journalistenschule in München; zudem studierte er Journalistik in München und Bergen (Norwegen).
Nach seiner Ausbildung war Schürmann als Moderator im Kinderprogramm Radio Mikro beim Bayerischen Rundfunk sowie als Autor mehrerer Zeitungen und Magazine tätig. Seit 2005 ist er Redakteur, seit 2011 Textchef der Zeitschrift NEON, dem jungen Magazin der Verlagsgruppe Stern.
Er wohnt in München und hat einen Sohn und eine Tochter.

## Auszeichnungen
- Helmut-Stegmann-Preis der deutschen Journalistenschulen (2000)
- Ludwig-Bölkow-Journalistenpreis (2004)
- Dr.-Georg-Schreiber-Medienpreis (2006)
- J. Henry Schroder Award (2006)
- Medienpreis der Aachen Münchener (2006)
- Zukunftspreis des Deutschen Instituts für Altersvorsorge (2006)
- Expopharm Medienpreis (2006)
- Segen (2009)
- Deutscher Journalistenpreis Neurologie (2010)

## Bücher
- 200 Tricks für ein besseres Leben (als Herausgeber), Heyne, München 2009, ISBN 978-3-453-60136-9
- Von null auf Papa, dtv, München 2010, ISBN 978-3-423-21192-5
- Unnützes Wissen Fußball (als Herausgeber), München 2012, ISBN 978-3-453-60244-1
- Urlaub mit deinen Eltern halte ich für keine gute Idee – 222 Dinge, die Liebespaare sich mal sagen sollten, München 2012, ISBN 978-3-442-38021-3